# Brachycythara
Brachycythara är ett släkte av snäckor. Brachycythara ingår i familjen kägelsnäckor.
Kladogram enligt Catalogue of Life:
| Brachycythara | \| \| Brachycythara barbarae \| \| \| \| \| \| Brachycythara biconica \| \| \| \| |
|               | \| \| Brachycythara barbarae \| \| \| \| \| \| Brachycythara biconica \| \| \| \| |
|               | Brachycythara barbarae                                                            |
|               |                                                                                   |
|               | Brachycythara biconica                                                            |
|               |                                                                                   |